# Eschenburg (Berg)

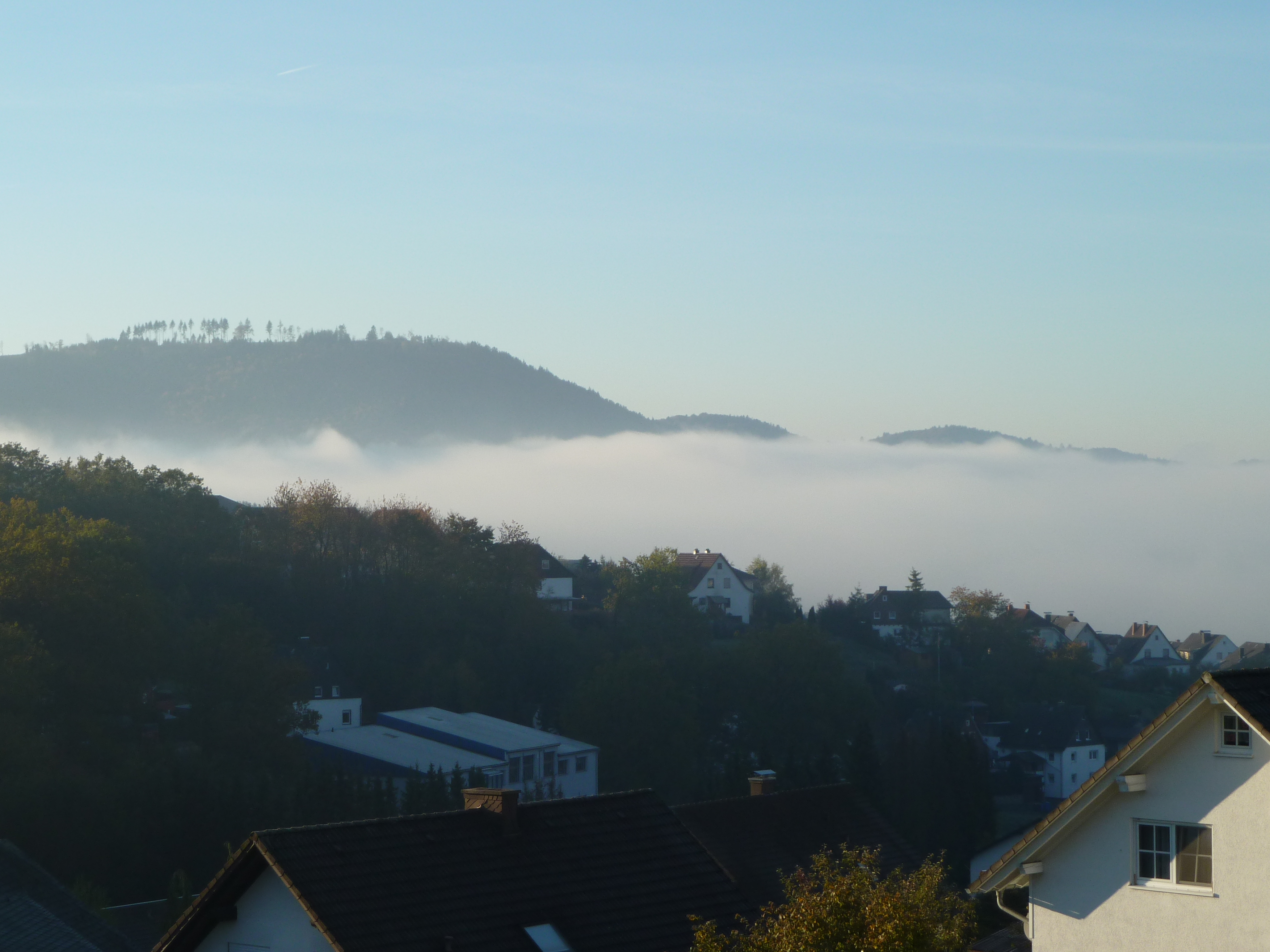
Die Eschenburg aus Richtung Norden

Die Eschenburg, auch Eschenberg genannt, bei Nanzenbach im hessischen Lahn-Dill-Kreis ist ein 589 m ü. NHN hoher Berg des Gladenbacher Berglandes. Der Berg gilt als Namensgeber für die Gemeinde Eschenburg.

## Geographische Lage
Die Eschenburg liegt im Nordosten des Lahn-Dill-Kreises im Gebiet der Stadt Dillenburg. Ihr Gipfel erhebt sich etwa 6,5 km nordöstlich der Kernstadt, 1,5 km nordnordöstlich des Stadtteils Nanzenbach und 1,4 km (je Luftlinie) ostsüdöstlich von Wissenbach, einem Ortsteil der Gemeinde Eschenburg. Vorbei am Berg fließen, jeweils in Nordost-Südwest-Richtung, die Dill-Zuflüsse Dietzhölze im Nordwesten und Nanzenbach (Meerbach) im Südosten. Auf der Südostflanke befindet sich das Naturdenkmal Hörlestein.

## Naturräumliche Zuordnung
Die Eschenburg gehört in der naturräumlichen Haupteinheitengruppe Westerwald (Nr. 32), in der Haupteinheit Gladenbacher Bergland (320) und in der Untereinheit Lahn-Dill-Bergland (320.0) zum Naturraum Bottenhorner Hochflächen (320.01), wobei die Nordwestflanke in der Haupteinheit Dilltal (321) in die Untereinheit Oberes Dilltal (mit Dietzhölzetal) (321.1) abfällt.

## Eschenburgturm
Im Jahr 1934 wurde beschlossen, auf dem Berg einen Aussichtsturm zu errichten. Am 20. Juni 1936 konnte der hölzerne Eschenburgturm eingeweiht werden. Seine Höhe betrug 43 m und im steinernen Sockel war ein Bergbaumuseum untergebracht. Von der Aussichtsplattform des Turms konnte man nicht nur in das Gladenbacher Bergland, sondern auch zum Westerwald und Rothaargebirge schauen. Der Turm wurde am 23. März 1945 von amerikanischen Jagdbombern in Brand geschossen und vollständig zerstört. Die Steine des Sockels wurden nach dem Krieg für den Wiederaufbau verwendet. Heute erinnert nur noch ein mehrere Meter hohes Modell des Turms auf dem Berg an das Original.

## Verkehr und Wandern

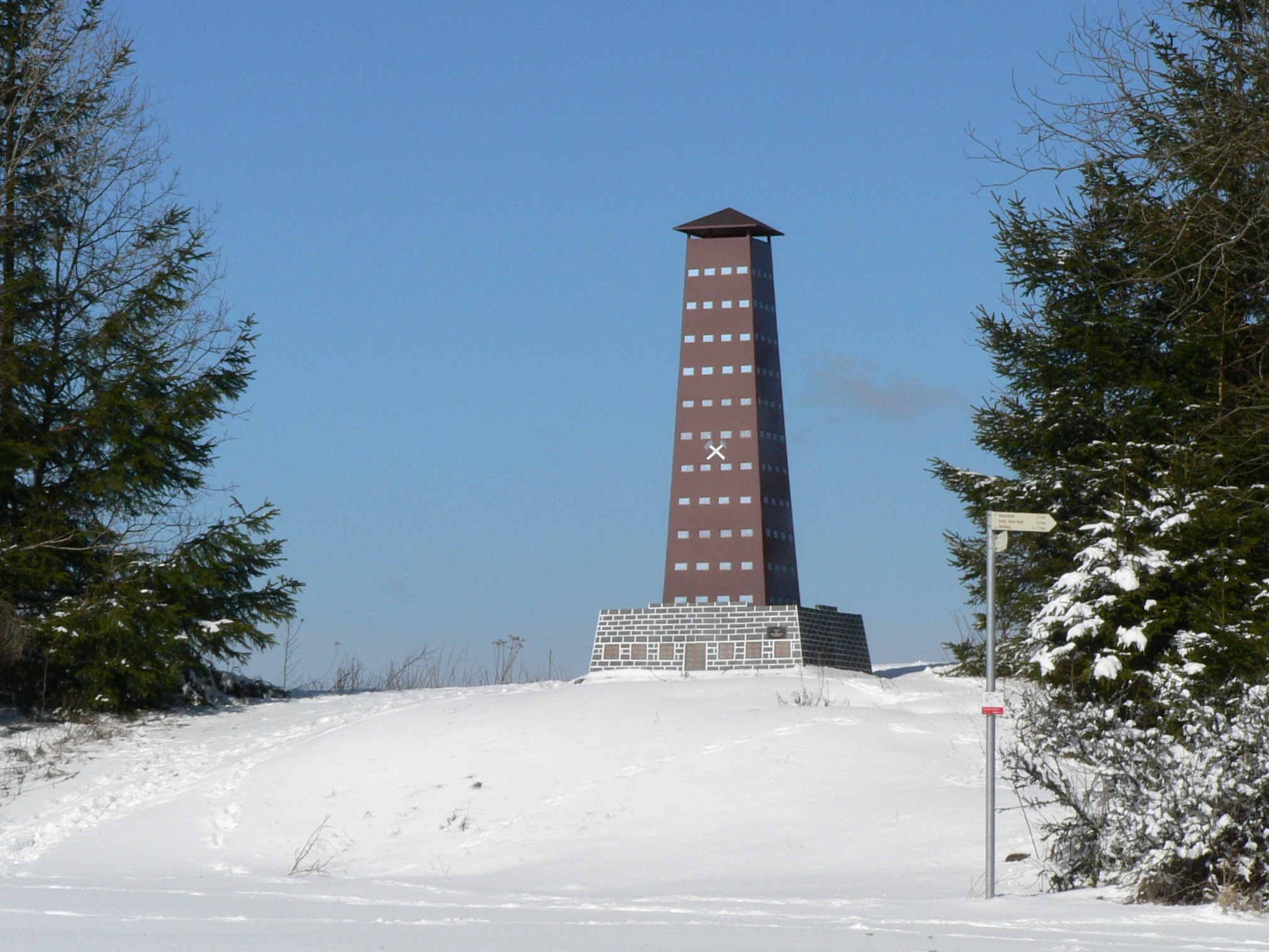
Modell des Eschenburgturms

Südöstlich vorbei an der Eschenburg führt die durch Nanzenbach entlang des Nanzenbachs (Meerbach) verlaufende Landesstraße 3362 und nordwestlich verläuft die durch Wissenbach entlang der Dietzhölze führende Bundesstraße 253. Zum Beispiel an diesen Straßen beginnend kann man auf Waldwegen und -pfaden den Berg erwandern.